# Pismo birmańskie

Spółgłoski alfabetu birmańskiego

Pismo birmańskie – pismo alfabetyczno-sylabiczne pochodzenia indyjskiego, wywodzące się z pisma mon, przystosowane do zapisywania języka birmańskiego. Podstawowym elementem pisma jest spółgłoska z domyślną samogłoską „a”. Inne samogłoski zapisuje się za pomocą znaków diakrytycznych. Najstarsze zachowane inskrypcje pochodzą z XI w.